# Young America's Foundation
Young America's Foundation (YAF) là một tổ chức thanh niên theo chủ nghĩa bảo thủ, được thành lập năm 1969, với mục tiêu "đảm bảo ngày càng nhiều người Mỹ trẻ hiểu biết và được truyền cảm hứng bởi các ý tưởng tự do cá nhân, một nền quốc phòng mạnh, tự do kinh doanh, và các giá trị truyền thống." Năm 2018, báo Los Angeles Times gọi YAF là "một trong những lực lượng nổi bật, ảnh hưởng và tranh cãi nhất trong phong trào giới trẻ bảo thủ tại quốc gia."